# Matti Salkojärvi
Matti Salkojärvi (3 de outubro de 1984) é um futebolista finlandês.